# Hermann-Göring-Meisterschule für Malerei

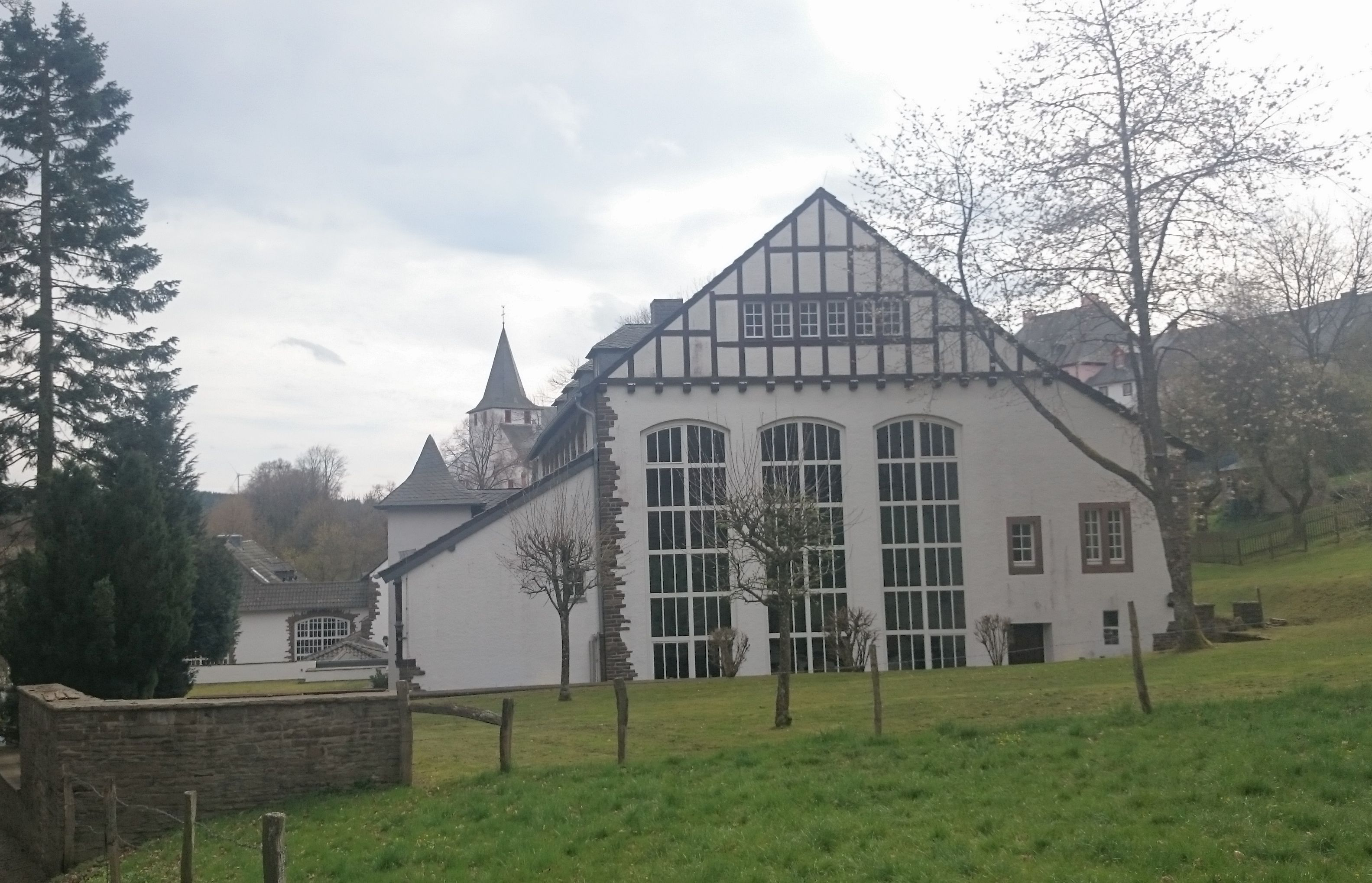
Gebäude der Meisterschule (2017)

Die nach dem führenden nationalsozialistischen Politiker und Oberbefehlshaber der damaligen deutschen Luftwaffe Hermann Göring benannte Hermann-Göring-Meisterschule für Malerei in Kronenburg (Eifel) war eine von dem Maler Werner Peiner aufgebaute Meisterschule für Kunstmaler.

## Geschichte
Gegründet wurde Hermann-Göring-Meisterschule für Malerei am 23. März 1936 durch den Erlass des Reichsministers für Wissenschaft, Erziehung und Volksbildung, Bernhard Rust, zur Bildung der „Landakademie Kronenburg der Staatlichen Kunstakademie Düsseldorf“. Unter Leitung Peiners, seit 1933 Professor der Kunstakademie Düsseldorf, verselbständigte sie sich bald darauf. Mit dem Neubau der Schule beauftragte Göring per Erlass vom 5. Juli 1937 den Architekten Emil Fahrenkamp, einen Freund und Nachbarn Peiners in Kronenburg, der im Juli 1937 auch zum Direktor der Düsseldorfer Akademie berufen wurde. Im Juni 1942 wurde der fertige Bau durch Herman Göring eröffnet. Die Einrichtung war für die nationalsozialistische Kunst- und Kulturpolitik ein wichtiger Ort, um Maler auszubilden, welche sogenannte Blut-und-Boden-Kunst im Sinne des nationalsozialistischen Regimes schaffen sollten.
Der erste Bauabschnitt wurde am 8. Juni 1938 von Herman Göring in Anwesenheit weiterer hochrangiger Vertreter von NSDAP und Regierung eingeweiht. Die weitläufige Gebäudegruppe bezog das seit 1930 als Jugendherberge dienende alte Schulgebäude mit ein: einen zweigeschossigen Bruchsteinbau auf hohem Sockel mit einem Walmdach aus der ersten Hälfte des 19. Jahrhunderts. Der Zugang durch den Hof mit Brunnen erweckt eine klösterlich beschauliche Atmosphäre.
In der zweiten Bauphase erfolgte schließlich eine enorme Verschiebung der Proportionen. Der Maßstab aller neu hinzugefügten Bauteile wurde vergrößert, sowohl für den weiteren Innenhof mit Brunnen und überdachten Säulengängen als auch für das zweigeschossige Hauptateliergebäude. An der 25 Meter langen und 8 Meter hohen Atelierwand konnte Peiner die großformatigen Kartons für die geplanten Gobelins der „Neuen Reichskanzlei“ fertigen. Zur Straße hin ist ein zweigeschossiger Bau unter einem Pultdach vorgelagert. Seine Mitte akzentuiert ein zeltdachgedeckter Turm. Durch die Höhenstaffelungen und durch die Teile in Fachwerkausführung soll die den dörflichen Kontext störende Monumentalisierung des Baus gemildert werden, während in unabgeschwächtem Gegensatz zu der sich wehrhaft zusammenschließenden Enge des Ortes die raumgreifende Weitläufigkeit der Meisterschule steht. In einem letzten Abschnitt erhielt sie im September 1939 einen Luftschutzraum.
Die Gestaltung der „Hermann-Göring-Meisterschule“ steht dem „Heimatstil“ der Gemeinschaftshäuser des Amts „Schönheit der Arbeit“ nicht fern. Die Gestaltungslösung ist nicht unmittelbar aus regionalen Bautraditionalen der Eifel herzuleiten, sondern kombiniert landschaftsübergreifend Elemente, die mit der Anmutung von Erdverbundenheit und Geborgenheit verknüpft sind. Vorbildhaft ist auch der englische Landhausstil. Die Ausführung des großen Ateliers in Fachwerk und unter einem Satteldach ist in dieser Größenordnung ungewöhnlich. Die Betonung des Handwerklichen in Bruchsteinmauern und Fachwerk, in Werksteingewänden und schmiedeeisernen Gittern ist jedoch programmatisch zu verstehen.
Nach der Befreiung vom Nationalsozialismus 1945 wurde die Schule nicht weitergeführt; heute ist das Haus im Besitz des Bundeslands Nordrhein-Westfalen und titelt als „Haus für Lehrerfortbildung“. Im Oktober 2016 wurde eine Informationstafel am Gebäude angebracht, die an die NS-Geschichte erinnert.
Es setzte die Aufnahme ein Unbedenklichkeitszeugnis, die ‚arische‘ Abstammung und die Sympathie Werner Peiners voraus, der als letzte Instanz jegliche Entscheidung auf der Kronenburg traf.  Die Lerninhalte der Mal-Schule waren stark an den Interessen Werner Peiners orientiert.  Der Lehrplan umfasste alle Gebiete der Malerei: Bildteppich, Fresko, Mosaik und Glasfenster. Neben dem Studium altmeisterlicher Maltechniken, der Kompositionslehre und der Anatomie wurde der kunstgeschichtliche Unterricht zur deutschen, niederländischen und italienischen Renaissance erteilt. Aber alle diese Studien hatten letztendlich den eher einseitigen Zweck, zur Mitarbeit an den Staatsaufträgen Peiners zu befähigen. Innerhalb der Studienzeit von mindestens drei Jahren konnten sich die Schüler der Prägung durch Peiner nicht entziehen. Seine Kunst wurde zum alleinigen Maßstab. Einen Austausch mit anderen Kunstakademien gab es nicht. Mit der Moderne kamen die Schüler nicht in Berührung; sie wurde tabuisiert.
Die Ausführungen von Teppichzyklen oder ähnlichen monumental-propagandistischen Arbeiten fand in einer Art ‚Werkstattverhältnis‘ statt, in der eine strenge hierarchische Ordnung, also die Einteilung der Studenten in Lehrlinge, Gesellen und Meister herrschte. Der ‚führende Meister‘ wollte eine neue Führungselite erziehen. Dementsprechend wurden die künstlerischen Konzepte Peiners, des „führenden Meisters“, vorrangig oder ausschließlich bearbeitet. Dies stand einer Erziehung zu individueller Kreativität bzw. intellektueller Unabhängigkeit fundamental entgegen. Der Werkprozess war durch die Dominanz und die kunsthistorischen Vorlieben Peiners gekennzeichnet.
Die Hermann-Göring-Meisterschule für Maler war das Ergebnis einer Verschmelzung von nationalsozialistischen Kunstauffassungen und dem im Nationalsozialismus herrschenden Führerprinzip. Sie zeigt, dass ihre Akteure gute Beziehungen zu Funktionären des NS-Regimes oder einzelnen nationalsozialistischen Förderern brauchten, um in dieser Zeit öffentliche Kunst produzieren zu können. Gleichzeitig belegt die Geschichte der Hermann-Göring-Meisterschule für Malerei den direkten Einfluss einzelner NSDAP-Funktionäre auf den Kunststil. Dieser Stil kann nicht als Ausdrucksform einer gewöhnlichen Epoche verstanden werden, in der eine Vielzahl gesellschaftlicher Kräfte Kunst und Kunstformen unter den Bedingungen von freiem Wettbewerb und offenem Dialog hervorbringen, sondern muss als das Ergebnis eines Schaffens begriffen werden, bei dem unter Kontrolle der totalitären NS-Führung ein Formenschatz zu propagandistischen Zwecken herzustellen war.

## Bibliothek
Neun kostbare mittelalterliche Handschriften, die der Meisterschule gehörten, verwahrt heute die Kunstakademie Düsseldorf. Zu ihnen zählt auch die Handschrift (heute: Ms. 2) des Roman de la Rose, die man online einsehen kann.

## Schüler
- Hans Heinrich Adam
- Rolf Dettmann
- Hans Lohbeck
- Peter Recker
- Willi Sitte
- Hans-Arnold Teuschler
- Willi Wewer
- Gudrun Irene Widmann

## Dozenten
- Johannes Sommer (1938–1941, Kunstgeschichte)
- Joseph Zimmermann (1937–1938), Kunstgeschichte

## Bilder des Gebäudes

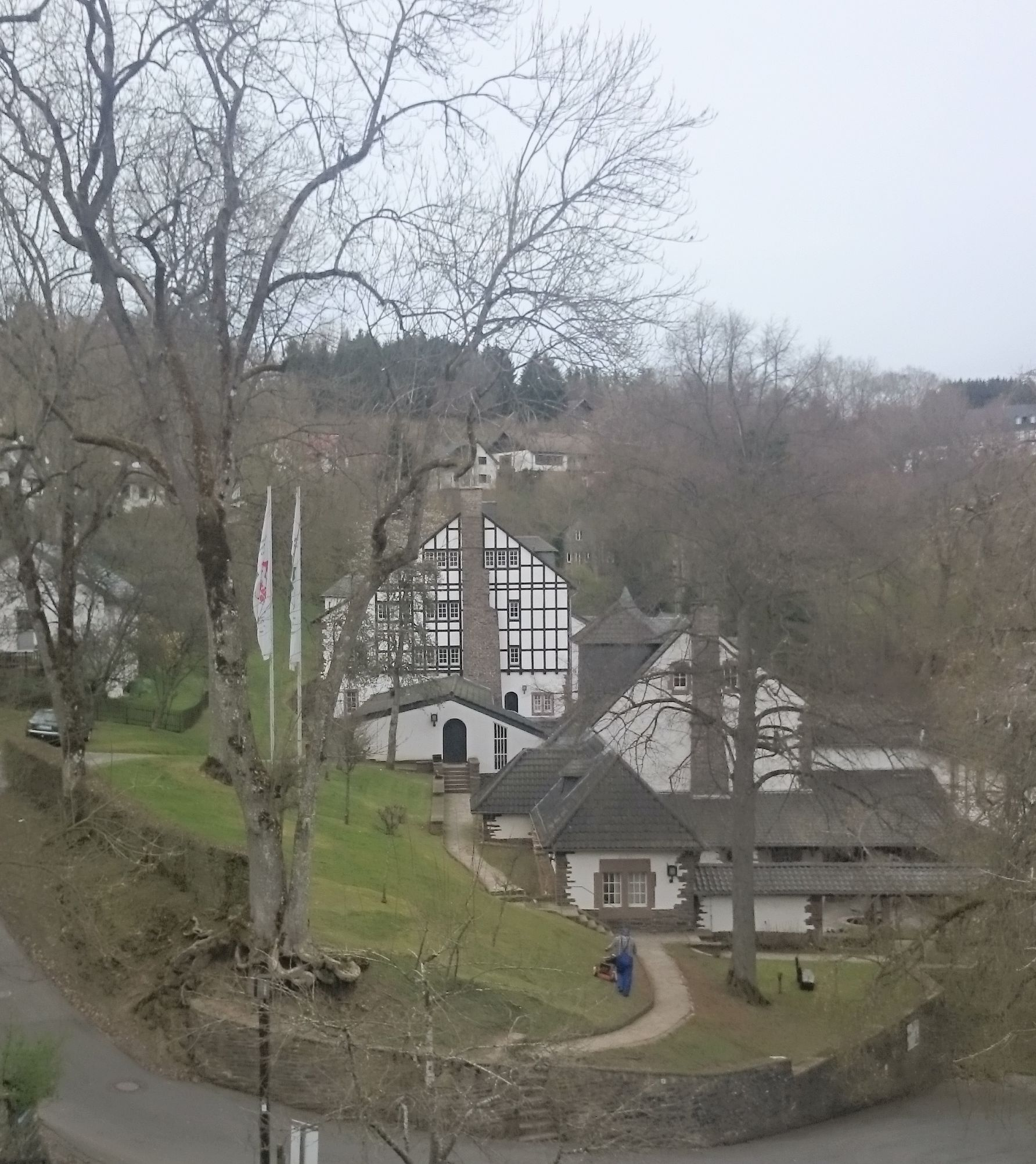
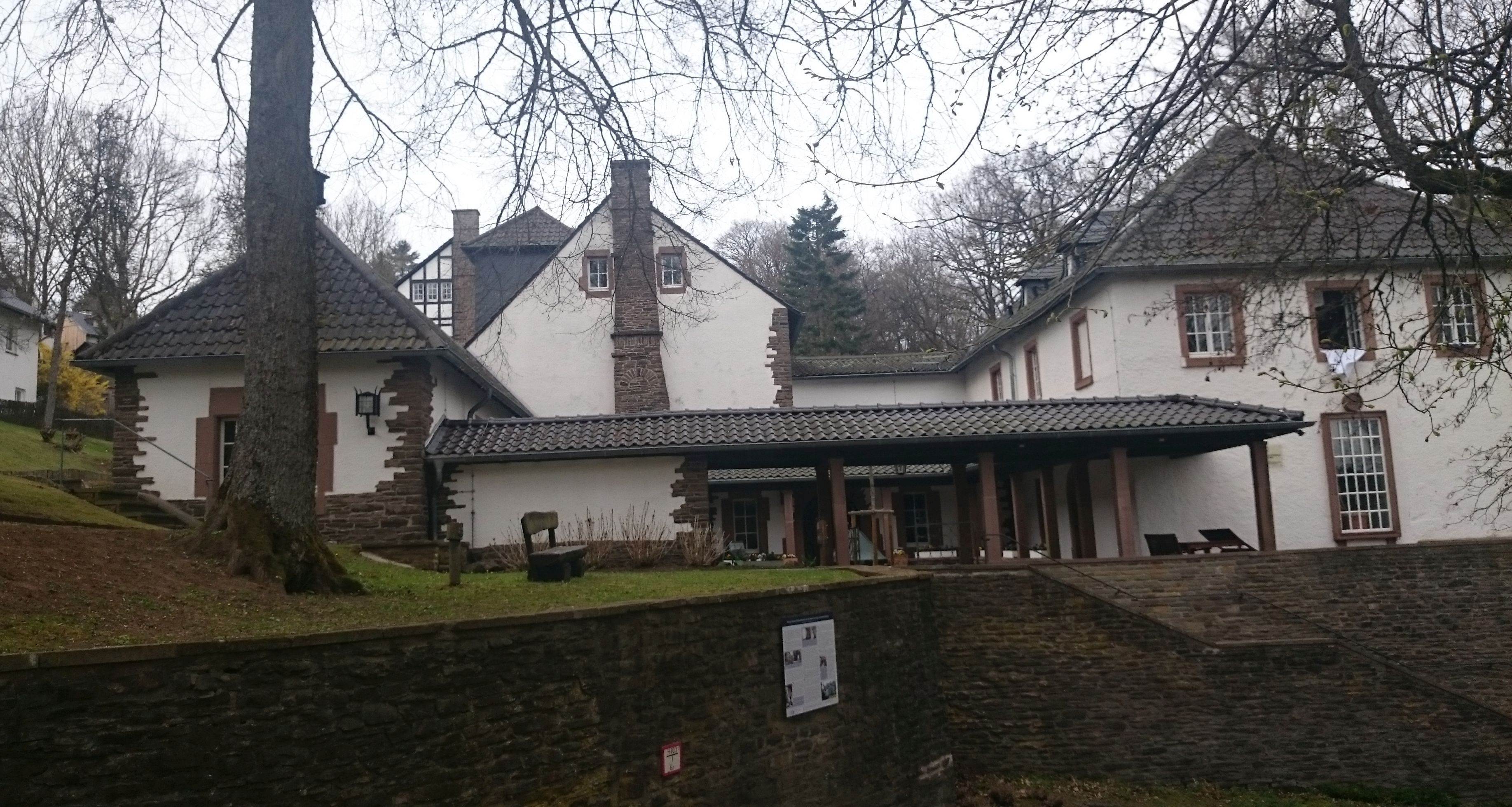
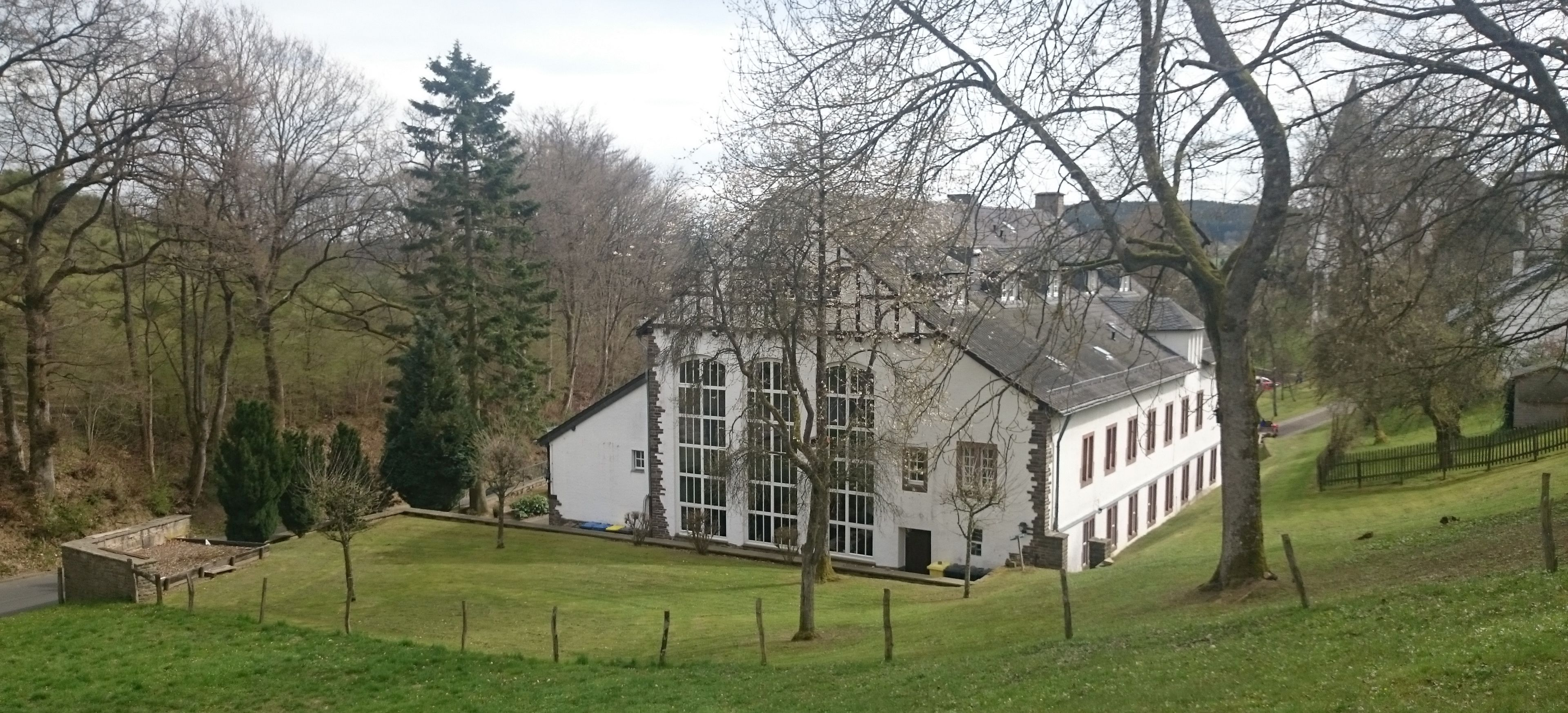